# Eurotower
Der Eurotower ist ein bekanntes Hochhaus in der Innenstadt innerhalb des Bankenviertels von Frankfurt am Main. Das 148 Meter hohe Gebäude wurde 1977 erstmals von der Bank für Gemeinwirtschaft (BfG) bezogen. Von 1998 bis zum Umzug in die neue EZB-Zentrale im Jahr 2014 war das Gebäude Sitz der Europäischen Zentralbank (EZB). Der Eurotower ist Sitz des Einheitlichen Bankenaufsichtsmechanismus (SSM) der EZB.

## Lage und Geschichte
Das 40 Geschosse zählende, früher als BfG-Hochhaus bekannte Gebäude wurde von Richard Heil und Johannes Krahn entworfen, von der Neuen Heimat gebaut und 1977 bezogen. Nutzer war die damals gewerkschaftseigene Bank für Gemeinwirtschaft (BfG). Später wurde das Gebäude vom Europäischen Währungsinstitut übernommen, aus dem zum 1. Juni 1998 die Europäische Zentralbank hervorging.
Das Hochhaus steht wie das Opern- und Schauspielhaus der Städtischen Bühnen am Willy-Brandt-Platz (Kaiserstraße 29) und nimmt einen ganzen Straßenblock ein. Die anderen begrenzenden Straßen sind die Kaiserstraße, die von zahlreichen Hochhäusern gesäumte Neue Mainzer Straße sowie die Gallusanlage, Teil der Frankfurter Wallanlagen.
Das BfG-Hochhaus war das erste zumindest in den Sockelgeschossen für die Öffentlichkeit zugängliche Hochhaus in Frankfurt. In den unteren drei Stockwerken befand sich bis in die 1990er-Jahre ein Einkaufszentrum mit direktem Zugang zum U-Bahnhof Theaterplatz (heute: U-Bahnhof Willy-Brandt-Platz). Nach Auszug der damaligen BfG-Bank in ein neues Hochhaus wurde der Eurotower 1995/96 für die EZB umgebaut. Die wenig rentablen Ladenflächen des bisherigen Einkaufszentrums wurden auf einige Ladenlokale zur Straße hin und einen Durchgang zur U-Bahn-Station reduziert. Später wurden auch diese Flächen von der EZB genutzt. Seitdem umfasst das Haus 46.600 m² Nutzfläche. Während das Untergeschoss bis 2013 als Nachtclub genutzt wurde, befand sich im Erdgeschoss bis 2014 ein Informationsbüro der EZB, in dem auch Euro-Fanartikel gekauft werden konnten.
Es gehörte von 1994 bis 2007 einem offenen Immobilienfonds der Dresdner-Bank-Tochter DEGI. Danach wurde es für 430 Millionen Euro an die New Yorker RFR-Holding verkauft.
Der größere Platzbedarf der Europäischen Zentralbank war nicht mehr mit dem verfügbaren Angebot an Flächen in der Frankfurter Innenstadt zu decken, so dass die Zentrale im November 2014 in den Neubau der Europäischen Zentralbank an der Großmarkthalle im Ostend umzog.
Nach einer Renovierung wird das Gebäude seit Ende 2015 von der europäischen Bankenaufsicht genutzt.
Ende 2018 erwarb die taiwanische Versicherung Fubon Life das Hochhaus für 530 Millionen Euro.

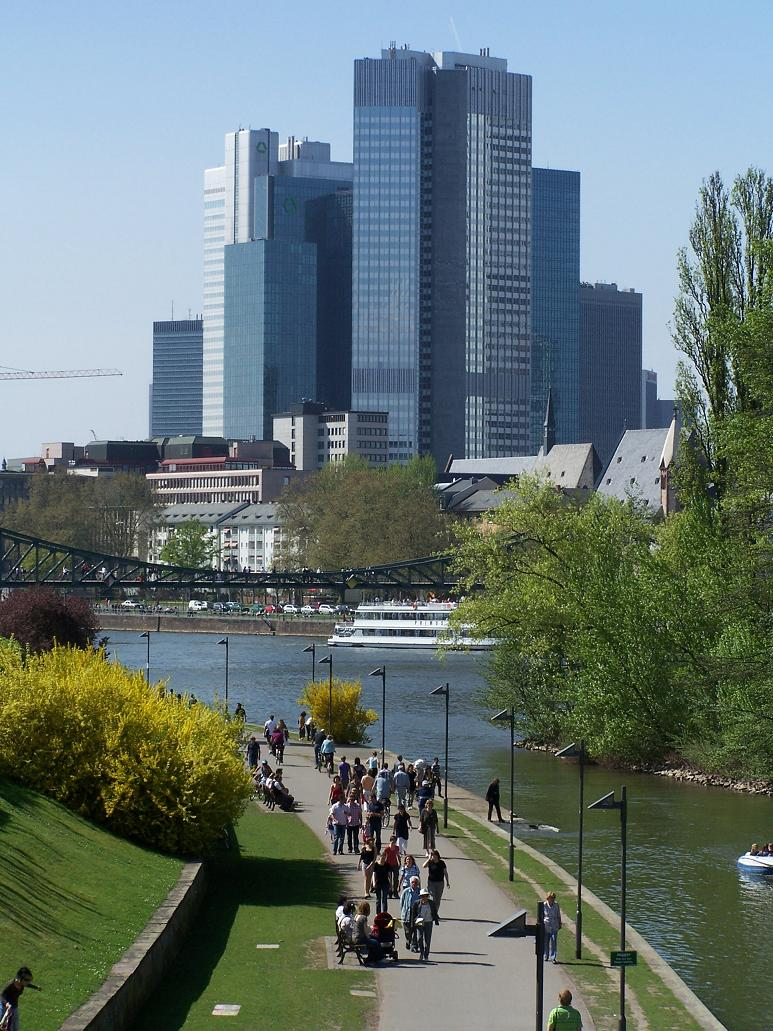
Eurotower (Bildmitte) im Bankenviertel
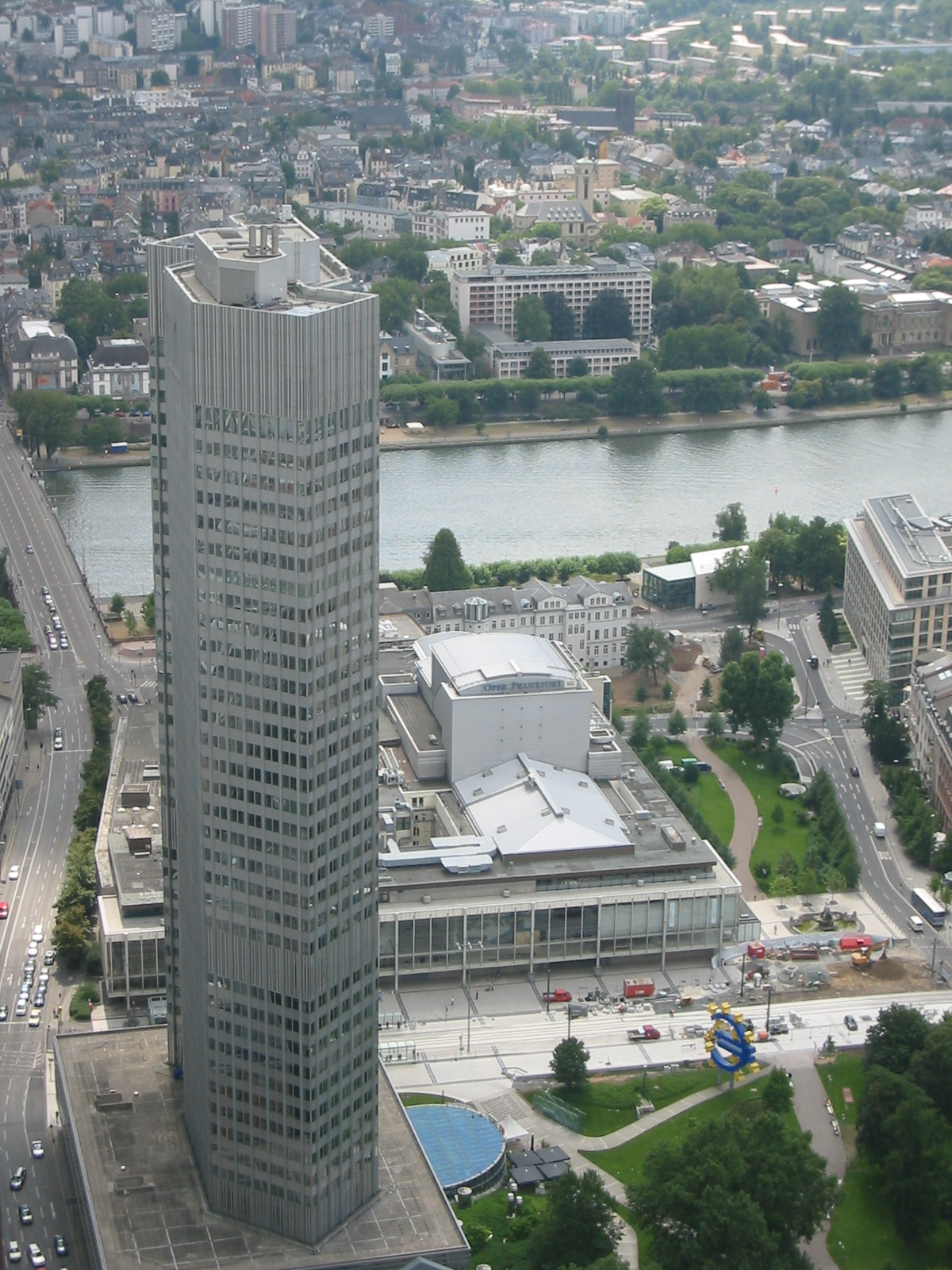
Eurotower, dahinter die Städtischen Bühnen
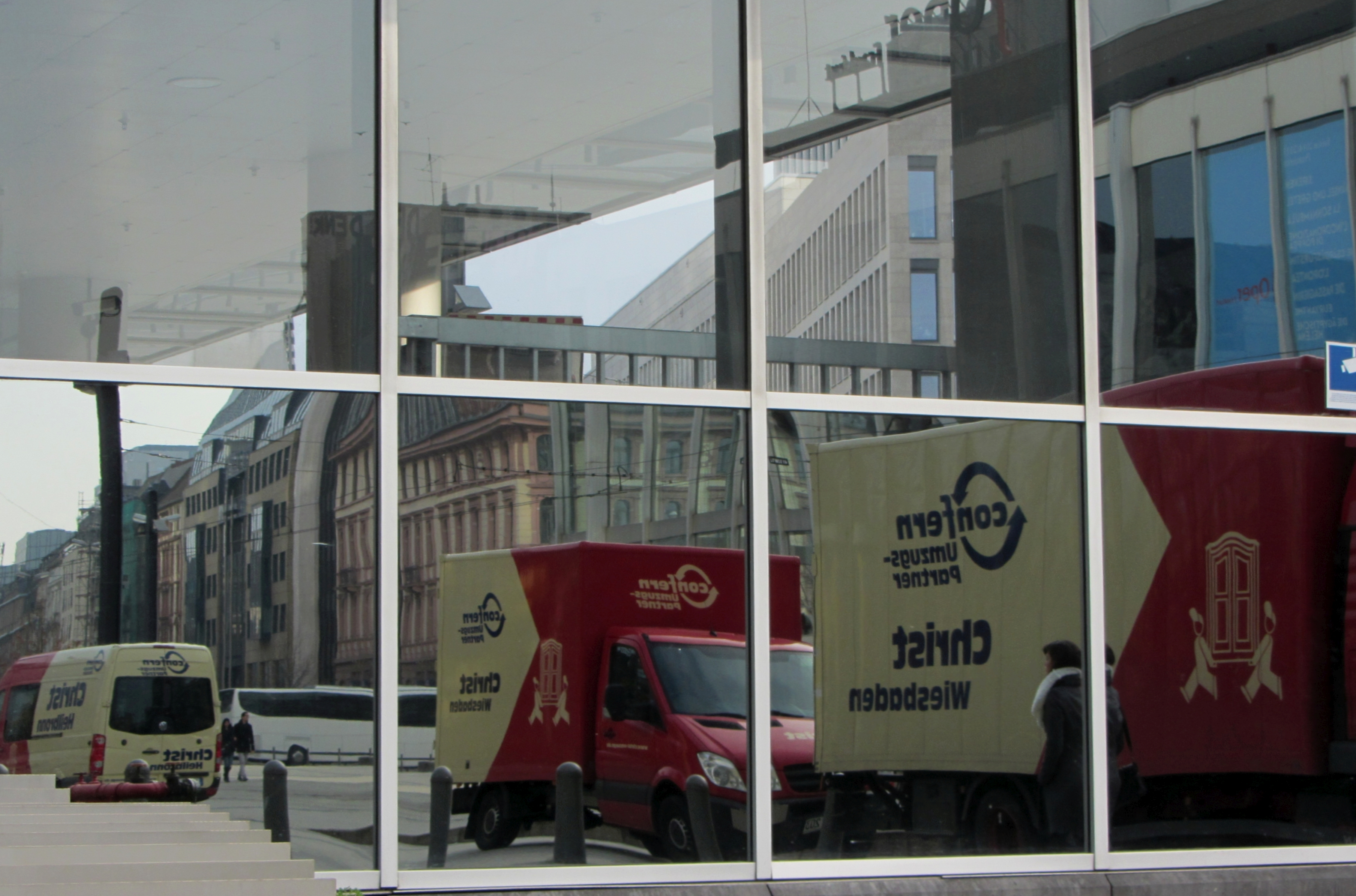
Umzugswagen vor dem Eurotower, gespiegelt in dessen Fassade. Auszug der Europäischen Zentralbank